# Lake Maraboon
Lake Maraboon är en sjö i Australien. Den ligger i delstaten Queensland, omkring 660 kilometer nordväst om delstatshuvudstaden Brisbane. 
Trakten runt Lake Maraboon är nära nog obefolkad, med mindre än två invånare per kvadratkilometer.  Genomsnittlig årsnederbörd är 834 millimeter. Den regnigaste månaden är januari, med i genomsnitt 158 mm nederbörd, och den torraste är augusti, med 9 mm nederbörd.